# Rotation du temps
Inclinaison du temps
Le terme de rotation/inclinaison du temps ou "dislocation de la simultanéité" a été introduit en 1922 par Henri Bergson dans son article Durée et Simultanéité en se basant sur un article de C. D. (Charles Dunbar) Broad.
Dans les transformations de Lorentz, ce terme correspond à :
{\displaystyle {\begin{aligned}\gamma {\frac {vx}{c^{2}}}\end{aligned}}}
La Rotation de Terrell explique ce phénomène décrit par Henri Bergson dans le cadre théorique de la relativité maintes fois démontré informatiquement.